# Seliștea (Mehedinți)
Seliștea es una localidad rumana de la comuna de Isverna, en el condado de Mehedinți.

## Toponimia
El nombre del lugar puede encontrarse escrito con las grafías Siliştea y Seliștea.

## Historia
Hacia finales del siglo XIX, la localidad, que ya por entonces pertenecía al condado de Mehedinți, formaba parte de la comuna homónima de Siliștea.
En la segunda mitad del siglo XX la localidad había pasado a formar parte de la comuna de Isverna. En el censo de 2021 la localidad tenía una población de 513 habitantes.